# Мілітаризація космосу

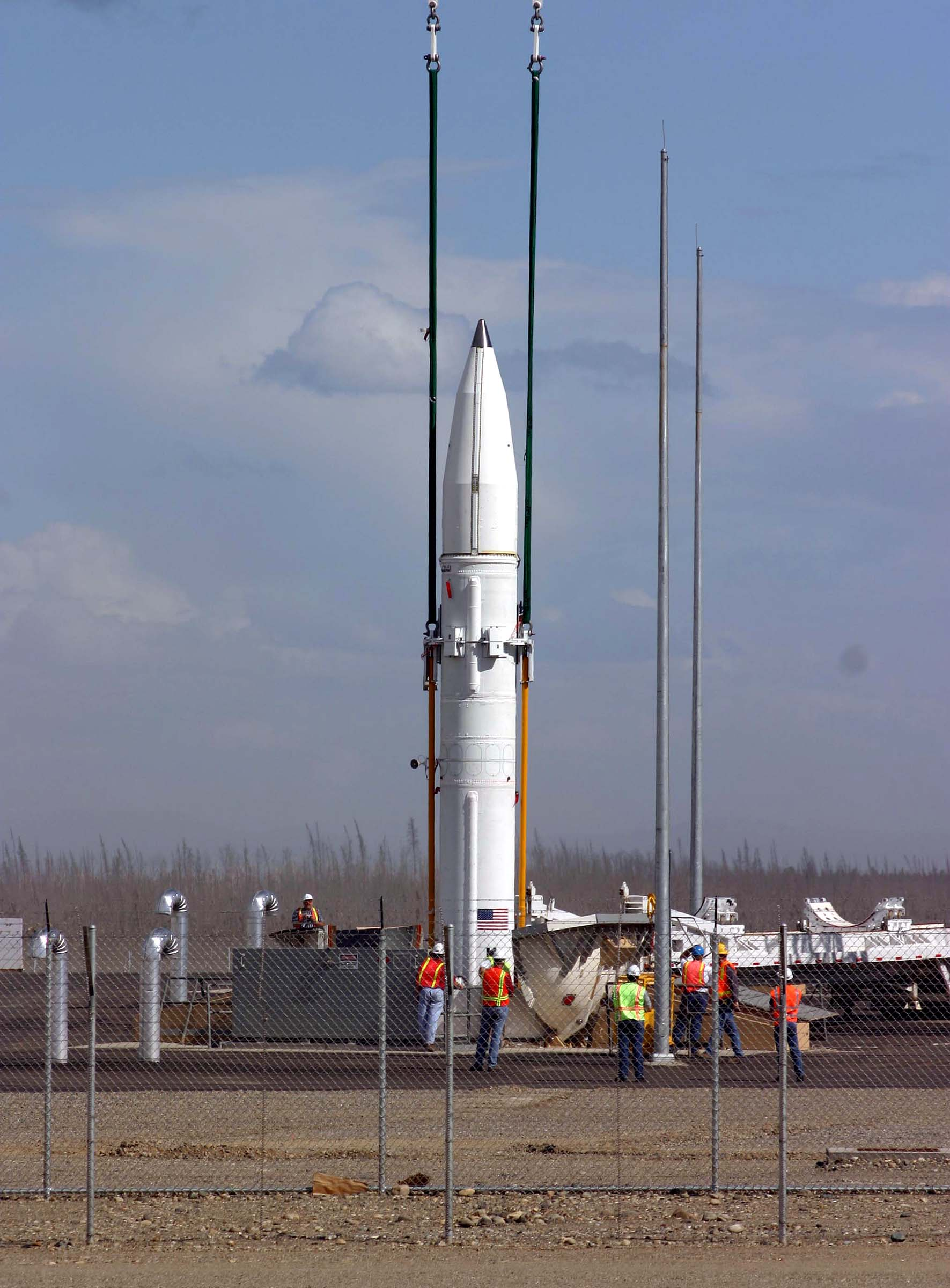
Наземний перехоплювач, розроблений для знищення підлітаючих міжконтинентальних балістичних ракет, спускається до своєї пускової установка у комплексі протиракетної оборони в, Аляска, 22 липня 2004.

Мілітаризація космосу — це розміщення та розробка озброєння та військових технологій у космічному просторі. Ранні дослідження космосу у середині XX століття мали частково військову мотивацію, оскільки Сполучені Штати та Радянський Союз використовували це як можливість продемонструвати технології балістичних ракет та інші технології, що мають потенційно військове застосування. Космічний простір з тих пір використовується як поле діяльності для військових космічних апаратів, таких як супутники зв'язку та зору зображень, і деякі балістичні ракети проходять через космічний простір під час польоту. Але до сьогодні, однак, за винятком космічних станцій і у вигляді маленьких особистих пістолетів радянських космонавтів (для використання після посадки, перед евакуацією) програми програми «Алмаз», зброя у космосі не розміщувалась.

## Супутники-шпигуни
Типи супутників-шпигунів
- Сполучені Штати
  - Лакросс/Онікс
  - Місті/Цирконік
  - Самос
  - Квазар
  - Вела
- Радянський Союз
  - Космос
  - Алмаз (пілотовані)
  - Янтар
  - Зеніт
- Сполучене Королівство
  - Циркон (проект скасований)
  - Skynet
- Франція
  - Helios 1B (зруйнований), Helios 2A
- Німеччина
  - SAR-Lupe 1-5
- Італія
  - COSMO-SkyMed
- Китайська Народна Республіка
  - Фаньхуей Ши Вейсінь
- Індія
  - Технологічний експериментальний супутник